# Ronnie Jurado Adriazola
Ronnie Edgard Jurado Adriazola (Mollendo, 24 de marzo de 1961) es un ingeniero metalúrgico y político peruano. Fue congresista de la república por la región Tacna durante dos periodos consecutivos. Actualmente es presidente de la Asociación de Exportadores de la región Tacna.

## Biografía
Nació en la ciudad de Mollendo, ubicado en el departamento de Arequipa, el 24 de marzo de 1961.
Hizo sus estudios primarios y secundarios en la Gran Unidad Escolar Dean Valdivia y el Colegio San Francisco de Asís de su ciudad natal. Entre 1980 y 1987 hizo sus estudios de Ingeniería Metalúrgica en la Universidad Nacional Jorge Basadre Grohmann. Su desarrollo profesional se dio, principalmente en el sector privado.

## Carrera política

### Congresista de la República
Durante las elecciones generales del año 2000, Ronnie Jurado incursiona en el ámbito político como miembro de Perú Ahora, una organización política conformada por políticos regionales que formaron alianza con el partido Somos Perú de Alberto Andrade. Posteriormente postuló al Congreso de la República en las elecciones parlamentarias y obtuvo 27,492 votos, siendo elegido y juramentado como congresista para el periodo parlamentario 2000-2005.
Durante su gestión como congresista, formó parte de la oposición al gobierno de Alberto Fujimori y participó en la Marcha de los Cuatro Suyos encabezada por Alejandro Toledo. Formó también parte de la Comisión de Presupuesto.
Jurado apoyó la vacancia presidencial contra Alberto Fujimori por su fuga hacia Japón, la cual fue aprobada y posteriormente se dio inicio al gobierno de transición encabezado por Valentín Paniagua. Tras esto, su cargo fue reducido hasta el 28 de julio del 2001 y se convocaron a nuevas elecciones generales para ese mismo año. Jurado se integró al partido Perú Posible y postuló a la reelección como congresista por el departamento de Tacna, siendo reelegido para el periodo 2001-2006.
Fue miembro de la Comisión de Fiscalización cuarto vicepresidente de la Mesa Directiva presidida por Marcial Ayaipoma. Jurado decidió luego dejar la bancada de Perú Posible mediante discrepancias y posteriormente se integró a la bancada Perú Ahora liderada por Luis Guerrero Figueroa.
En el año 2005, Ronnie Jurado protagonizó un incidente durante un pleno congresal donde estaban presentes el entonces primer ministro Pedro Pablo Kuczynski y el ministro de Defensa Marciano Rengifo. Jurado le entregró a Kuczynski una bandera chilena y lo acusó de “prochileno” en alusión a la denuncia contra PPK, respecto de supuestos lobbies que hizo a favor de empresas chilenas en las que estaría involucrado. Ante esto, el ministro Marciano Rengifo retiró la bandera y pidió disculpas al país vecino. Seguidamente el presidente Alejandro Toledo reprobó la actitud de Jurado y pidió disculpas al presidente de Chile, Ricardo Lagos.
Tras culminar su gestión como congresista, Jurado luego participó en las elecciones regionales del año 2010 como candidato a la presidencia del Gobierno Regional de Tacna, quedando en el quinto lugar de las preferencias. Nuevamente intentó en las elecciones regional del año 2014 donde obtuvo el décimo lugar.
En el año 2011, Jurado se afilió al partido Cambio Radical y postuló nuevamente al Congreso de la República en las elecciones parlamentarias sin éxito. Luego en la segunda vuelta de las elecciones presidenciales, Jurado decidió apoyar a la candidatura presidencial de Ollanta Humala frente a la de Keiko Fujimori.
Actualmente está afiliado al Partido Morado, desde el 22 de diciembre del 2020, y ejerce como presidente de la Asociación de Exportadores en la región Tacna.